# 中野不二男
中野 不二男（なかの ふじお、1950年10月23日 - ）は、日本のノンフィクション作家、科学・技術ジャーナリスト。

## 略歴・人物
新潟県新潟市生まれ。新潟明訓高等学校卒業。日本大学農獣医学部中退。2006年、「衛星開発技術の定量評価法」で東京大学より博士（工学）の学位を取得（東京大学大学院工学系研究科航空宇宙工学専攻）。1978年オーストラリアへ渡り、シドニーのエンジニアリング会社技術部に勤務するかたわらオーストラリア国立アボリジニ研究所 Australian Institute of Aboriginal Studies（現オーストラリア・アボリジニ・トレス海峡諸島民文化研究所 Australian Institute of Aboriginal and Torres Strait Islander）、連邦政府アボリジニ省（Department of Aboriginal Affairs）等の助成を受けて、都市と地方における先住民アボリジニー社会、同化政策の影響など広範囲を調査し、土地権運動にもかかわった。いっぽうで太平洋戦争中のオーストラリアと日本の関係にも強い関心をもち、カウラ事件の背景について首謀者とみなされていた捕虜（零戦パイロット）の行動、機体の残骸などを緻密に調査し、ノンフィクション作品『カウラの突撃ラッパ』にまとめた。
1982年に帰国してからは、ノンフィクション作家として執筆活動に入るが、同時に国立民族学博物館の「アボリジニー社会の研究」に共同研究員として参加している。
1980年代後半から、科学技術に関する著書を多数執筆。特に航空宇宙分野でジャーナリストとして活動するかたわら、宇宙政策シンクタンク宙の会の代表幹事をつとめる。
アボリジニ研究の中で梅棹忠夫と出会い、梅棹の考案した京大式カードの愛用者となる。のちにパソコンに移行する中で、その知的生産術を『メモの技術』としてまとめた。

## 主な著書
- Japanese pearl divers in Broome, 1980.　オーストラリア・ナショナル・プレスクラブ/豪日交流基金ジャーナリスト賞
- 『カウラの突撃ラッパ 零戦パイロットはなぜ死んだか』　文藝春秋、1984年。〈文春文庫〉1991年　第11回日本ノンフィクション賞
- 『アボリジニーの国』　中央公論新社〈中公新書〉、1985年
- 『大いなる飛翔』　講談社、1987年。新潮社〈新潮文庫〉、1991年
- 『マレーの虎 ハリマオ伝説』　新潮社、1988年。〈文春文庫〉、1994年
- 『レーザー・メス 神の指先』　新潮社、1989年。〈新潮文庫〉、1992年　第21回大宅壮一ノンフィクション賞
- 『先端技術への招待』　中央公論新社〈中公新書〉、1993年
- 『日本の宇宙開発』　文藝春秋〈文春新書〉、1999年
- 『ニュースの裏には「科学」がいっぱい』　文藝春秋〈文春文庫〉、2001年
- 『デスクトップの技術』　新潮社〈新潮選書〉、2002年
- 『科学技術はなぜ失敗するのか』　中央公論新社〈中公新書ラクレ〉、2004年
- 『脳視 ドクター・トムの挑戦』　大和書房、2005年
- 『暮らしの中のやさしい科学』　角川学芸出版、2006年
- 『子どもを理科好きに育てる本』　角川学芸出版、2007年

## 訳書
- チャールズ・パーキンス　『黒い私生児』　くもん出版、1987年
- アーミン・ヘルマン　『ツァイス 激動の100年』　新潮社、1995年